# 郡山餐飲店瓦斯爆炸事故
郡山餐飲店瓦斯爆炸事故（日语：郡山飲食店ガス爆発事故），為2020年（令和2年）7月30日，發生於日本福島縣郡山市的一宗整修中營業店家液化石油氣（英語：Liquefied Petroleum Gas，專有名詞縮寫）管路老舊鬆脫，瓦斯洩漏造成氣爆事件。

## 關聯條目
- 靜岡站前地下街爆炸事故 -  1980年（昭和55年）發生於日本靜岡縣靜岡市瓦斯爆炸事故。